# Los chicos buenos
Los chicos buenos es el álbum debut de la banda chilena Sexual Democracia, lanzado de manera autoproducida el año 1988 únicamente en formato casete. 

## Historia
Las canciones en la cara A fueron grabadas en estudio mientras que las canciones en la cara B fueron grabadas en vivo. Se vendieron unas 2000 copias del casete, por lo que es en la actualidad muy difícil de conseguir.
De este disco salen como singles temas como "Los chicos buenos" (canción dedicada a los bomberos), "Regionalización" (tema central en la lucha de los ciudadanos de Valdivia, por recuperar su autonomía regional, perdida tras la Regionalización de 1976 y que se haría realidad 15 años después), "Profanador de cunas" (polémica canción que alude al abuso de menores), "Los pitutos" y "Canción pacífico violenta"; marcando los primeros éxitos de la banda chilena, los que aparecerían grabados en mejores condiciones en el siguiente álbum Buscando Chilenos.
El disco vendió cerca de dos mil copias, tras lo cual la banda se trasladó a Santiago y firmaron con el sello Alerce.

## Lista de temas

### Lado A (En estudio)
1. "Los chicos buenos" - 5:53
2. "Basta de copiar" - 2:48
3. "Exportando rambos" - 5:57
4. "Regionalización" - 3:55
5. "180 grados" - 3:20
6. "Profanador de cunas" - 5:08

### Lado B (En vivo)
1. "Los pitutos" - 7:41
2. "Lo que hace el ocio" - 5:05
3. "Típico himno de paz" - 3:01
4. "Canción pacífico violenta" - 5:32
5. "Canción censurada" - 1:27

## Músicos
- Miguel Barriga: vocalista
- Iván Briceño: Teclados y coros
- Andrés Magdalena: Guitarra
- Samuel Gallardo: Bajo
- Alexis Cárdenas: Batería